# Antoine Chrysostome Quatremère de Quincy
Antoine Chrysostome Quatremère de Quincy (París, 21 d'octubre de 1755 - 28 de desembre de 1849) va ser un arqueòleg, filòsof, crític d'art i polític francès.

## Biografia
Va estar implicat en la Revolució francesa. L'any 1796 va ser acusat de participar en els preparatius de la insurrecció dels realistes, el 13 vendémiaire i va ser condemnat a mort, però absolt a temps. El següent any va ser escollit per al Consel dels Cinc-Cents al departament de Seine. Va passar a la clandestinitat després de participar en un cop monàrquic. El 1800 va ser nomenat secretari general del Consell de la Seine. Des de 1816 fins a 1839 va ser secretari de la Académie des Beaux-Arts, i el 1818 va esdevenir professor d'arqueologia a la Biblioteca Nacional. Va retornar a la política breument el 1820. Quatremère de Quincy va ser l'autor de nombrosos articles i llibres. Entre 1788 i 1825 va ser el responsable de l'edició del Dictionnaire d'Architecture.

## Obres[2]
- 1788-1825 - «Dictionnaire d'architecture» de la Encyclopédie méthodique, ed. Panckoucke, 3 vols., París, 1788/1825.
- 1791 - Considérations sur les arts du dessin en France, suivies d'un plan d'Académie ou d'École publique et d'un système d'encouragement.
- 1796 - Lettres sur les préjudices qu'occasionnerait aux arts et à la science le déplacement des monuments de l'art de l'Italie.
- 1803 - De l'Architecture égyptienne considérée dans son origine, ses principes et son goût, et comparée sous les mêmes rapports à l'architecture grecque.
- 1814 - Le Jupiter olympien, ou l'Art de la sculpture antique, Didot frères, París.
- 1815 - Considérations morales sur la destination des ouvrages de l'art, ou de l'influence de leur emploi sur le génie et le goût de ceux qui les produisent ou qui les jugent…
- 1823 - Essai sur la nature, le but et les moyens de l'imitation dans les beaux-arts.
- 1824 - Histoire de la vie et des ouvrages de Raphaël.
- 1827 - De l'Universalité du beau et de la manière de l'entendre.
- 1829 - Monuments et ouvrages d'art antiques restitués d'après les descriptions des écrivains grecs et latins. (2 vol.).
- 1830 - Histoire de la vie et des ouvrages des plus célèbres architectes du XIe siècle jusqu'à la fin du XVIIIe, accompagnée de la vue du plus remarquable édifice de chacun d'eux.
- 1832 - Dictionnaire historique d'architecture, contenant dans son plan les notions historiques, descriptives, archéologiques, biographiques, théoriques, didactiques et pratiques de cet art, 2 vols., París. Aquesta obra es una refundició parcial de la precedent Dictionnaire…, especialment als articles estrets dels dos primers volums (per exemple: Caractère, Décoration, etc.);
- 1834 - Canova et ses ouvrages.
- 1837 - Essai sur l'idéal dans ses applications pratiques aux arts du dessin.
- 1839 - Histoire de la vie et des ouvrages de Michel-Ange Buonarrotti

## Títols
Ordres i títols:
- Cavaller de l'Orde de Sant Miquel.
- Cavaller de la Legió d'Honor.
- Membre de l'Institut de França (1804)
- Secretari perpetu de l'Acadèmia de Belles Arts (1816-1839)